# Aeroakustyka
Aeroakustyka – nauka zajmująca się zjawiskami wytwarzania dźwięku przez przepływ gazu oraz poruszających się w nim ciał.
Nauka ta znajduje zastosowanie między innymi przy projektowaniu samolotów odrzutowych, gdzie dąży się do zmniejszania poziomu hałasu wydawanego przez gazy wyrzucane przez silniki. W rozwoju aeroakustyki pomogły badania nad skonstruowaniem szybkich samolotów pasażerskich, w których poziom hałasu wytwarzanego przez strumień wypływający z dyszy silnika odrzutowego stanowi jeden z czynników decydujących o możliwościach eksploatacji samolotu. W latach 1952–1954 James Lighthill przedstawił podstawową teorię aerodynamicznego wytwarzania dźwięku.